# Alfa Arae
Alfa Arae (α Ara) – druga co do jasności gwiazda w gwiazdozbiorze Ołtarza, znajdująca się w odległości około 267 lat świetlnych od Ziemi.

## Charakterystyka
Jest to gorąca, białobłękitna gwiazda ciągu głównego należąca do typu widmowego B. Gwiazdę otacza dysk materii, z którego pochodzi silna emisja w liniach widmowych. Dysk jest obserwowany z Ziemi blisko płaszczyzny, przez co częściowo przesłania gwiazdę, wzmacniając w jej widmie linie absorpcyjne. Gwiazda obraca się szybko wokół osi, z prędkością 300 km/s na równiku, a wiatr gwiazdowy powoduje utratę masy w tempie 10−10 M☉ na rok. Jasność gwiazdy zmienia się w związku z oddziaływaniem z dyskiem materii i okresowo może ona bywać najjaśniejszą w gwiazdozbiorze. Gwiazda zakończy życie jako biały karzeł, odrzuciwszy otoczkę.
Podejrzenie, że gwiazda ta ma bliską towarzyszkę, nie znalazło na razie potwierdzenia. W odległości co najmniej 4100 au od Alfa Arae znajduje się gwiazda typu widmowego K, która – jeżeli gwiazdy rzeczywiście są związane grawitacyjnie – okrąża ją co 94 tysiące lat.